# Phu Sing (huyện)
Phu Sing (tiếng Thái: ภูสิงห์) là một huyện (Amphoe) ở tây nam của tỉnh Sisaket, đông bắc Thái Lan.

## Lịch sử
Tiểu huyện (King Amphoe) đã được lập ngày  1 tháng 4 năm 1991, khi 6 tambon Khok Tan, Huai Ta Mon, Huai Tuekchu, Lalom, Takhian Ram and Dong Rak được tách ra từ Khunkhan. Đơn vị này đã được nâng cấp thành huyện ngày 8 tháng 9 năm 1995.

## Địa lý
Các huyện giáp ranh (từ phía tây theo chiều kim đồng hồ) là: Buachet của tỉnh Surin, Khukhan, Khun Han của tỉnh Sisaket và Oddar Meancheay của Campuchia.

## Hành chính
Huyện này được chia thành 7 phó huyện (tambon), các đơn vị này lại được chia ra thành 85 làng (muban). Không có khu vực đô thị, có 7 Tổ chức hành chính tambon.
| STT. | Tên             | Tên Thái  | Số làng | Dân số |  |
| ---- | --------------- | --------- | ------- | ------ |  |
| 1.   | Khok Tan        | โคกตาล    | 13      | 7.324  |  |
| 2.   | Huai Ta Mon     | ห้วยตามอญ  | 10      | 6.212  |  |
| 3.   | Huai Tuekchu    | ห้วยตึ๊กชู    | 18      | 11.313 |  |
| 4.   | Lalom           | ละลม      | 13      | 7.554  |  |
| 5.   | Takhian Ram     | ตะเคียนราม | 14      | 5.928  |  |
| 6.   | Dong Rak        | ดงรัก      | 8       | 5.770  |  |
| 7.   | Phrai Phatthana | ไพรพัฒนา   | 9       | 6.484  |  |